# アポロ・ダンテス
アポロ・ダンテス（Apolo Dantés、1968年9月28日 - ）は、メキシコのプロレスラー。本名：ホセ・ルイス・アメスクア・ムニョス（José Luis Amezcua Muñoz）。ハリスコ州グアダラハラの出身。

## 来歴
祖父がアル・アメスクァ、父がアルフォンソ・ダンテス、弟がセサール・ダンテス、大叔父にセプティエンブレ・ネグロ、叔父にアルベルト・ムニョスというレスリング一家に生まれる。
1988年12月4日、地元グアダラハラでデビュー。
1997年2月と12月、CMLL JAPANに参戦。
2000年2月11日、CMLL JAPANクラブチッタ川崎大会に参戦。

## 得意技
ダイビング・ボディ・プレス
ノーザンライト・スープレックス

## タイトル歴
- CMLL世界ヘビー級王座
- CMLL世界ミドル級王座
- NWA世界ライトヘビー級王座